# Tukalî, Semenivka
Tukalî (în ucraineană Тукали) este un sat în comuna Obolon din raionul Semenivka, regiunea Poltava, Ucraina.

## Demografie
Componența lingvistică a localității Tukalî
     Ucraineană (98,49%)
     Rusă (1,51%)
Conform recensământului din 2001, majoritatea populației localității Tukalî era vorbitoare de ucraineană (98,49%), existând în minoritate și vorbitori de rusă (1,51%).